# Zonas industriales cualificadas
Las zonas industriales cualificadas (QIZ, por sus siglas en inglés) son parques industriales que albergan operaciones de fabricación en Jordania y Egipto. El programa QIZ fue introducido en 1996 por el Congreso de EE. UU. para estimular la cooperación económica regional. Los bienes producidos en las zonas QIZ designadas en Egipto, Jordania y los territorios palestinos pueden acceder directamente a los mercados de EE. UU. sin restricciones arancelarias o contingentarias, siempre que se cumplan ciertas condiciones. Para poder acceder, los bienes producidos en estas zonas deben contener una pequeña parte de insumos israelíes. Además, debe añadirse al producto final un valor mínimo del 35%. La idea fue propuesta por primera vez por el empresario jordano Omar Salah en 1994.
La primera QIZ, el Polígono Industrial Al-Hassan de Irbid, en el norte de Jordania, fue autorizada a exportar a Estados Unidos por el Representante de Comercio de EE. UU. en marzo de 1998. En agosto de 2015, hay 13 QIZ en Jordania y 15 en Egipto, que exportan mil millones de dólares en bienes a Estados Unidos. Administrativamente, las QIZ difieren de las zonas de libre comercio en que las zonas de libre comercio operan en un solo país, mientras que las QIZ tienen operaciones en dos países (Egipto o Jordania conjuntamente con Israel) y están bajo la jurisdicción de sus países anfitriones, además de la supervisión de Estados Unidos.

## Historia

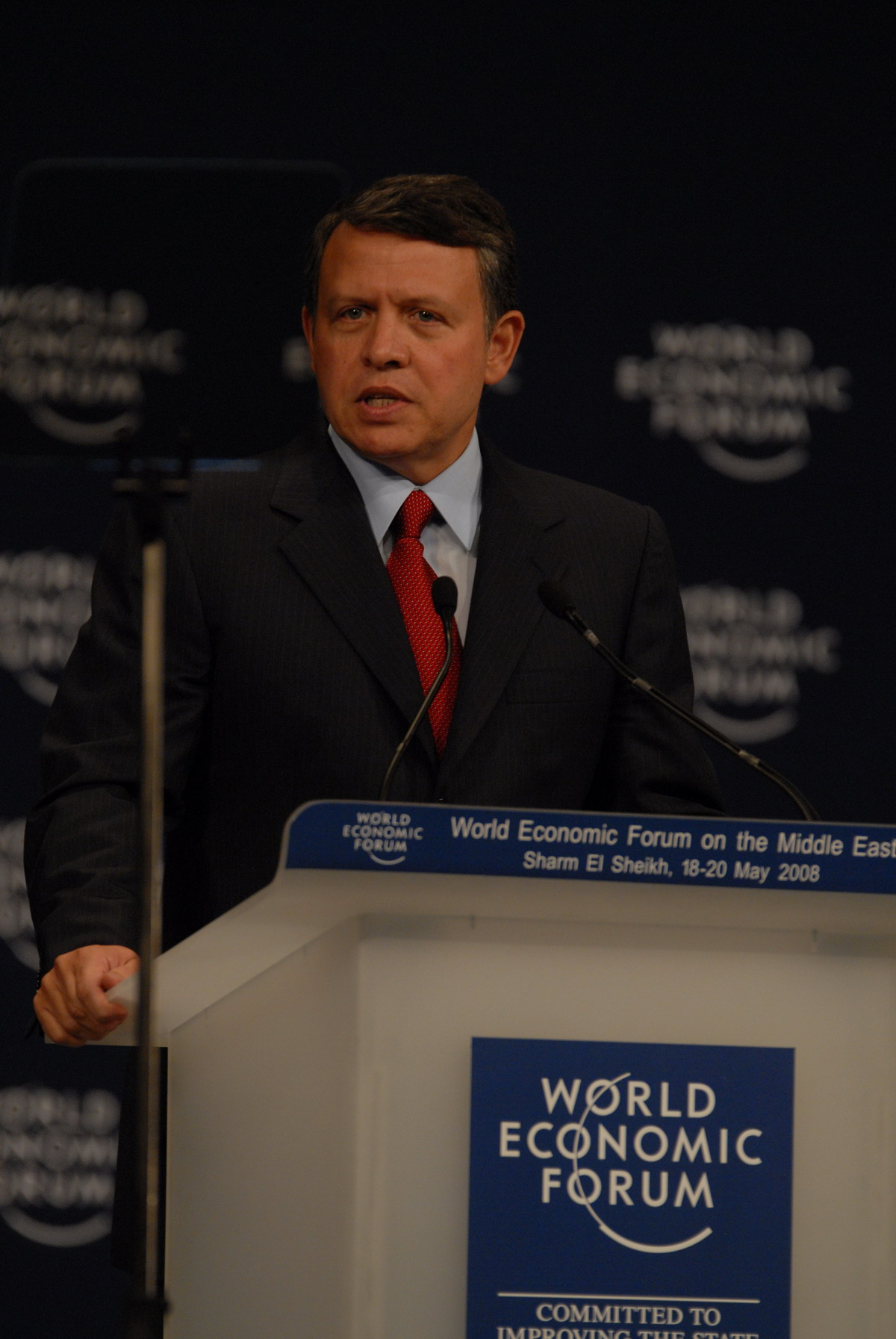
El apoyo del rey Abdullah de Jordania fue crucial para el éxito de las zonas industriales cualificadas en Jordania.

El concepto de zona industrial cualificada se atribuye a Omar Salah, un empresario jordano. En 1993, en previsión del tratado de paz entre Israel y Jordania, Salah viajó a Israel con la intención de hacer negocios con empresarios israelíes. También estaba interesado en emprender negocios que pudieran aprovechar el acuerdo de libre comercio entre Estados Unidos e Israel, de ocho años de antigüedad, que permitía a los productos israelíes entrar en los mercados estadounidenses libres de impuestos. Tras la firma del tratado en 1994, Salah y Delta Galil firmaron un acuerdo para trasladar mano de obra a Irbid, en el norte de Jordania, con el fin de aprovechar los bajos costes laborales, entre un cuarenta y un setenta por ciento más bajos que en Israel. Salah había previsto que explotando los recursos israelíes, como la mano de obra, las finanzas y los contactos, y aprovechándolos después para producir bienes de valor añadido, la economía de Jordania se vería beneficiada. Además, suponía que la cooperación económica entre ambas naciones contribuiría a fomentar la paz en la región.
Salah creó una sociedad anónima, Century Investments. Muchas organizaciones jordanas criticaron a Salah por hacer negocios con Israel y boicotearon la compra de producción en Jordania. A pesar de las duras críticas, Salah recibió el apoyo tácito del rey Abdullah de Jordania. Para combatir el boicot, Salah empezó a trabajar con multinacionales con una mayor participación internacional. A continuación, presionó activamente al gobierno jordano para que negociara un acuerdo de libre comercio con Estados Unidos en la línea de la Ley de Aplicación de la Zona de Libre Comercio entre Estados Unidos e Israel de 1985. Ante el escaso entusiasmo del gobierno jordano, Salah analizó la Proclamación Presidencial (n.º 6955) que formaba parte del acuerdo palestino firmado entre la Organización para la Liberación de Palestina e Israel en 1993. En el acuerdo, las zonas fronterizas entre Israel y Jordania se designaban "zonas industriales habilitadas", y las mercancías producidas en ellas no tendrían restricciones arancelarias ni contingentarias para los mercados estadounidenses. Como el polígono industrial de Hassan, en Irbid, donde Salah tenía fábricas, estaba situado lejos de las zonas fronterizas, no cumplía los requisitos para obtener el estatus de QIZ.
Salah presionó entonces al gobierno jordano para extender estas regiones a otras partes de Jordania. Los funcionarios del gobierno se mostraron tibios ante la idea y le dijeron que sería "ingenuo suponer" que Estados Unidos concedería a Jordania este estatus. Sin inmutarse por esta respuesta, Salah viajó a Estados Unidos y presionó al Departamento de Estado, a la Casa Blanca y al Representante de Comercio para que ampliar la QIZ al interior de Jordania redundara en interés de Estados Unidos. Los abogados de Estados Unidos dijeron entonces a Salah que incluso si se asociaba una pequeña porción de territorio israelí a una QIZ, la propuesta podría materializarse. Pronto, funcionarios del USTR empezaron a viajar a Jordania para trabajar en el acuerdo.
Finalmente, en 1997, se firmó un acuerdo en la conferencia de Oriente Medio y Norte de África (MENA) de Doha que establecía un acuerdo QIZ con Jordania. El 6 de marzo de 1998, la zona Al-Hassan de Irbid fue designada la primera QIZ de Jordania.
Tras la creación de la primera QIZ, pocas empresas jordanas aprovecharon las ventajas de la QIZ debido a la hostilidad general a la hora de hacer negocios con Israel. En su lugar, empresas chinas e indias aprovecharon rápidamente el vacío para crear establecimientos comerciales. La falta de entusiasmo local fue criticada por el Jordan Times por desaprovechar la "oportunidad de oro". Sin embargo, poco a poco, más empresas jordanas empezaron a establecer establecimientos comerciales a medida que las hostilidades políticas empezaban a quedar eclipsadas por la economía empresarial. Poco después de 1998, el USTR concedió el estatus de QIZ a otros doce emplazamientos.
Los resultados positivos de la QIZ jordana llevaron al Gobierno de Egipto a negociar un protocolo QIZ independiente con Estados Unidos en El Cairo el 24 de diciembre de 2004. El protocolo entró en vigor en febrero de 2005.

## Reglamentos

Desglose de las entradas por países

En virtud del acuerdo (P.L. 104-234), los artículos que pueden acogerse al estatuto de QIZ deben fabricarse o importarse directamente de las zonas administradas por la Autoridad Palestina o de otra QIZ designada y cumplir varias condiciones.
Para acogerse a este régimen, un producto debe transformarse sustancialmente en el proceso de fabricación. Los costes de material y transformación en que se incurra en una QIZ no deben ser inferiores al 35% del valor de tasación del producto cuando se importe en Estados Unidos. De este 35%, el 15% debe ser material estadounidense o material procedente de Israel, y/o Jordania o Egipto, según el programa. El 20% restante del 35% de insumos debe proceder de Israel y Jordania o Egipto. El 65% restante puede proceder de cualquier parte del mundo. Todos los importadores deben certificar también que el artículo cumple las condiciones para la exención de derechos.
Según los acuerdos de reparto, el fabricante de la parte jordana debe aportar al menos el 11,7% del producto final, y el fabricante de la parte israelí, el 8% (7% en productos de alta tecnología). En virtud del acuerdo egipcio-israelí, el 11,7% de los insumos deben fabricarse en Israel.
La industria textil y de la confección es la que más se ha beneficiado de este acuerdo. Como los aranceles que gravan estos productos en Estados Unidos son relativamente elevados, los exportadores han aprovechado las ventajas de la exención de aranceles de las QIZ para acceder rápidamente a los mercados de Estados Unidos.

## Jordania

Ubicación de las QIZ en Jordania

El 6 de marzo de 1998, el Representante de Comercio de Estados Unidos (USTR) designó el polígono industrial Al-Hassan, en la ciudad septentrional de Irbid, como la primera QIZ. Desde entonces, se han designado otros doce QIZ en todo el país.
Algunos de los QIZ de Jordania son:
1. Polígono industrial Al-Hassan
2. Polígono industrial Al-Hussein Ibn Abdullah II
3. Corporación de Polígonos Industriales de Jordania
4. Ciudad Cibernética de Jordania
5. Polígono industrial Al-Tajamouat
6. Puerta QIZ
7. Polígono industrial de Aqaba
8. Parque Industrial Ad-Dulayl
9. Empresa de confección El-Zai

Jordania ha experimentado un crecimiento económico sustancial desde la creación de las QIZ. Las exportaciones de Jordania a Estados Unidos pasaron de 15 millones de dólares a más de 1.000 millones en 2004. Fuentes gubernamentales han calculado que se han creado más de 40.000 puestos de trabajo con la creación de las QIZ. Las inversiones se valoran actualmente entre 85 y 100 millones de dólares y se espera que crezcan hasta alcanzar entre 180 y 200 millones de dólares. El éxito de las QIZ ha llevado a Estados Unidos y Jordania a firmar en 2001 un Acuerdo de Libre Comercio que fue aprobado por el Congreso estadounidense.
Entre 1998 y 2005, Jordania pasó de ser el decimotercer socio comercial de Estados Unidos a ser el octavo entre las 20 entidades de Oriente Medio y Norte de África (MENA). En 2005, las exportaciones e importaciones de Estados Unidos a Jordania ascendieron a un total estimado de 1.900 millones de dólares: Las exportaciones estadounidenses, estimadas en 646 millones de dólares, fueron 1,8 veces superiores a las de 1998; las importaciones estadounidenses, con 1.300 millones de dólares, fueron 80 veces superiores a las de 1998. A pesar del ALC de 2001 entre Estados Unidos y Jordania, el 75% de los artículos jordanos entran en Estados Unidos a través del programa QIZ.
La industria de la confección domina tanto las QIZ de Jordania como las exportaciones totales a Estados Unidos, representando el 99,9% de todas las exportaciones QIZ y el 86% de todas las exportaciones jordanas a Estados Unidos. La razón de este predominio es que los productos de las QIZ entran en Estados Unidos libres de aranceles, mientras que, en virtud del ALC entre Estados Unidos y Jordania, los aranceles no se eliminarán hasta el final del periodo de introducción gradual de diez años, en 2011.

## Egipto

Localizaciones de QIZ en Egipto: Verde: Región del Delta Central, Magenta: Zona del Canal de Suez; Naranja: Región de Alejandría; y Rojo: Zona del Gran Cairo

Después de que la OMC eliminara los contingentes cuantitativos sobre los textiles en 2004 en virtud del Acuerdo sobre los Textiles y el Vestido (ATV). Los productores egipcios de textiles y prendas de vestir temían que su industria se viera amenazada por la competencia mundial de China e India. La afluencia a Estados Unidos de artículos similares procedentes de estas dos naciones podría desplazar a las exportaciones egipcias y, posiblemente, provocar la pérdida de 150.000 oportunidades de empleo. Se calculaba que esto costaría parte de los 3.200 millones de dólares de inversión extranjera directa de EE. UU. en Egipto. Además, Egipto buscaba fuentes para aumentar el crecimiento económico y el comercio con el fin de proporcionar puestos de trabajo a su fuerza laboral en rápido crecimiento.
Los resultados positivos de la jordana llevaron al Gobierno de Egipto a negociar un protocolo QIZ en El Cairo el 24 de diciembre de 2004, que entró en vigor en febrero de 2005. El USTR ha designado tres QIZ en Egipto: la Zona del Gran Cairo, la Zona de Alejandría y la Zona del Canal de Suez (69 CFR 78094). El 4 de noviembre de 2005, el USTR designó una cuarta zona en la región del Delta Central y amplió las zonas del Gran Cairo y del Canal de Suez.
El protocolo firmado entre ambas naciones es un acuerdo no recíproco y se espera que sea un paso hacia el establecimiento de un Tratado de Libre Comercio (TLC) entre los dos países. Sin embargo, las negociaciones hacia un tratado de libre comercio entre Estados Unidos y Egipto se han suspendido recientemente por cuestiones de derechos humanos.
Los resultados han sido positivos. Las exportaciones israelíes a Egipto aumentaron más de un 30%, de 29 millones de dólares en 2004 a 93,2 millones, y superaron los 125 millones en 2006. Desde 2008 se han establecido diez QIZ en Egipto. Algunos estiman que aproximadamente el 20% de las empresas con sede en las QIZ son propiedad al 100% de jordanos.

## Impacto social

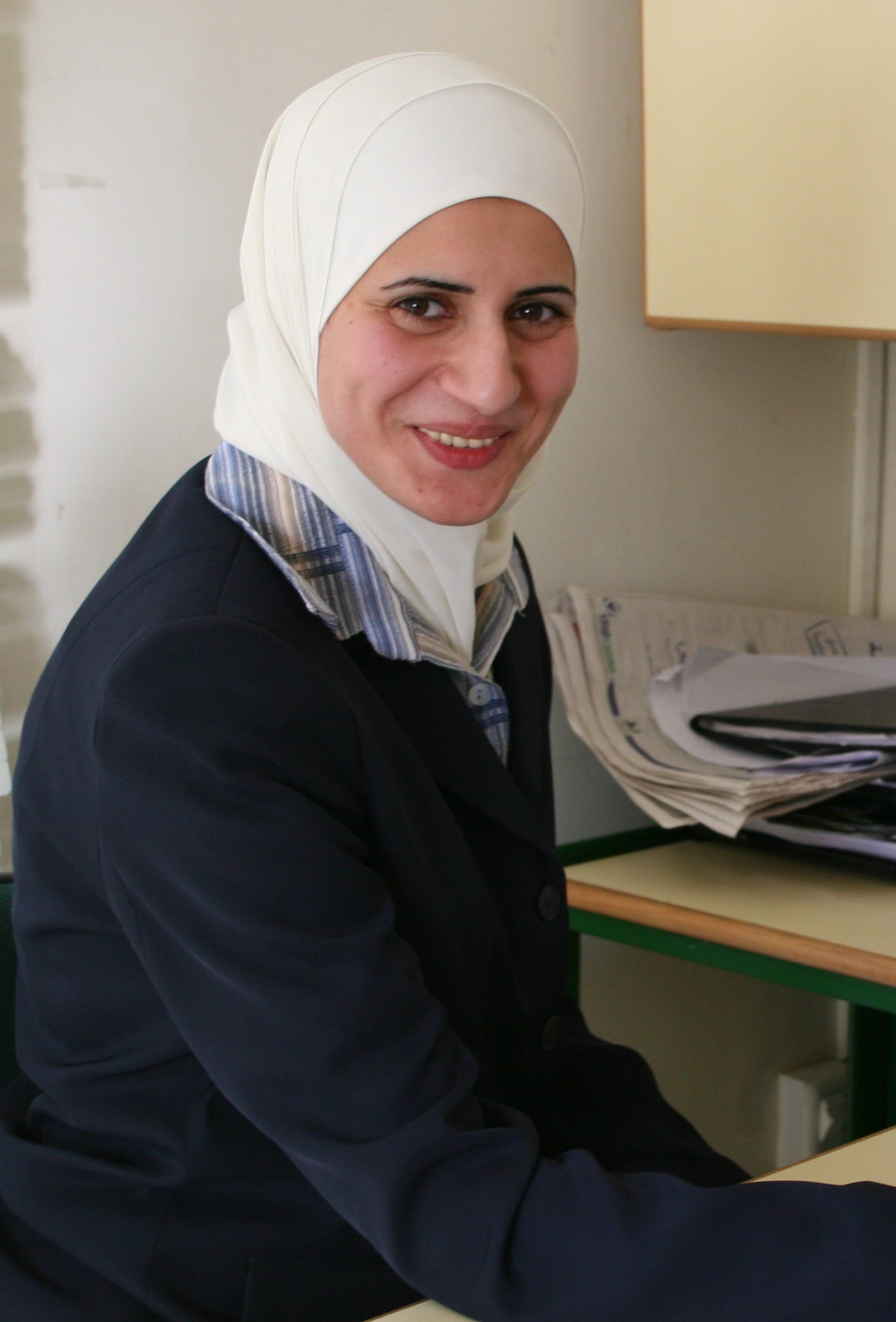
Las mujeres constituyen una gran parte de la mano de obra de la QIZ.

Aunque la mayoría de los expertos señalan que las empresas con sede en las QIZ contratan mano de obra extranjera, miles de jordanos, sobre todo mujeres del campo, han encontrado trabajo en las fábricas de confección de las QIZ. En una sociedad tradicional como la jordana, muchas de estas mujeres tenían poca experiencia laboral previa y se dedicaban sobre todo a cuidar de su hogar. A pesar de los bajos salarios que pagan las fábricas de ropa de las QIZ, algunas mujeres han podido mantener a sus familias. Sin embargo, las actitudes tradicionales hacia el lugar de la mujer en el hogar persisten, y muchas familias siguen prohibiendo a sus miembros femeninos trabajar en las QIZ. (En respuesta, el Ministerio de Trabajo jordano ha trabajado para facilitar la adaptación de las mujeres que se trasladan del hogar a un nuevo trabajo, proporcionando transporte gratuito al trabajo, subvencionando el coste de la comida en las QIZ, pagando dormitorios cerca de las fábricas para reducir los tiempos de desplazamiento, y proporcionando guarderías.Todavía no se han cuantificado los efectos a largo plazo del empleo femenino en las QIZ, y existe cierta preocupación por que, con el tiempo, las mujeres jordanas puedan tener dificultades para conseguir salarios más altos en una economía global en la que los fabricantes de ropa pueden deslocalizarse fácilmente a mercados laborales más baratos.
Cuando el programa QIZ vio la luz en 1996, los observadores lo consideraron un vehículo para apoyar el desarrollo de relaciones pacíficas y la normalización de los lazos comerciales entre Israel y los dos Estados árabes (Jordania y Egipto) con los que había firmado tratados de paz. En ambos casos, sin embargo, sigue prevaleciendo una tenue "paz fría" entre Israel y los dos Estados árabes. Desde la conclusión del tratado de paz entre Jordania e Israel en octubre de 1994, un gran número de jordanos, especialmente los fundamentalistas, los de origen palestino y los miembros de los sindicatos profesionales, siguen oponiéndose a la normalización con Israel y resistiéndose a la expansión de las relaciones comerciales. Con el establecimiento de 13 QIZ en Jordania, ha aumentado el volumen del comercio bilateral, aunque los totales globales siguen siendo modestos.

## Críticas
La mayor crítica internacional a las QIZ en Jordania es, con diferencia, la crisis humanitaria de las fábricas. Un exhaustivo informe del Institute for Global Labour and Human Rights reveló que los trabajadores migrantes de Sri Lanka eran objeto de "abusos sexuales y violaciones rutinarias".
La designación por parte del Representante de Comercio de Estados Unidos (USTR, por sus siglas en inglés) de 13 fábricas en toda Jordania (en virtud del Tratado de Libre Comercio entre Estados Unidos y Jordania) ha provocado realidades desastrosas, desigualdad de género y violencia de género:
"Hay más de 30.000 trabajadores extranjeros pobres, en su mayoría mujeres jóvenes, que trabajan en las fábricas de confección de Jordania, en su mayoría de propiedad extranjera, cosiendo ropa para exportarla a Estados Unidos. En virtud del Tratado de Libre Comercio, esas prendas entran en Estados Unidos libres de impuestos."
"Los trabajadores invitados proceden de Sri Lanka, Bangladesh, India, China, Nepal y Egipto. Ganan menos de tres cuartas partes del salario de los trabajadores jordanos de la confección, que representan sólo entre el 15% y el 25% de la mano de obra total de la confección. Los jordanos ganan 1,02 dólares la hora, mientras que los trabajadores extranjeros invitados se llevan a casa 74½ céntimos la hora. Los jordanos trabajan ocho horas al día, mientras que los trabajadores invitados trabajan una media de 12 horas diarias".